# Stade René-Gaillard
O estadio Stade René-Gaillard tambem conhecido como Stade de la Venise Verte e um estádio localizado em Niort, Franca inaugurado em 1974, logo passou a ser utilizado como casa para o Chamois Niortais clube local que atualmente dispulta a Ligue 2 (Segunda Divisao Francesa)

## Galeria

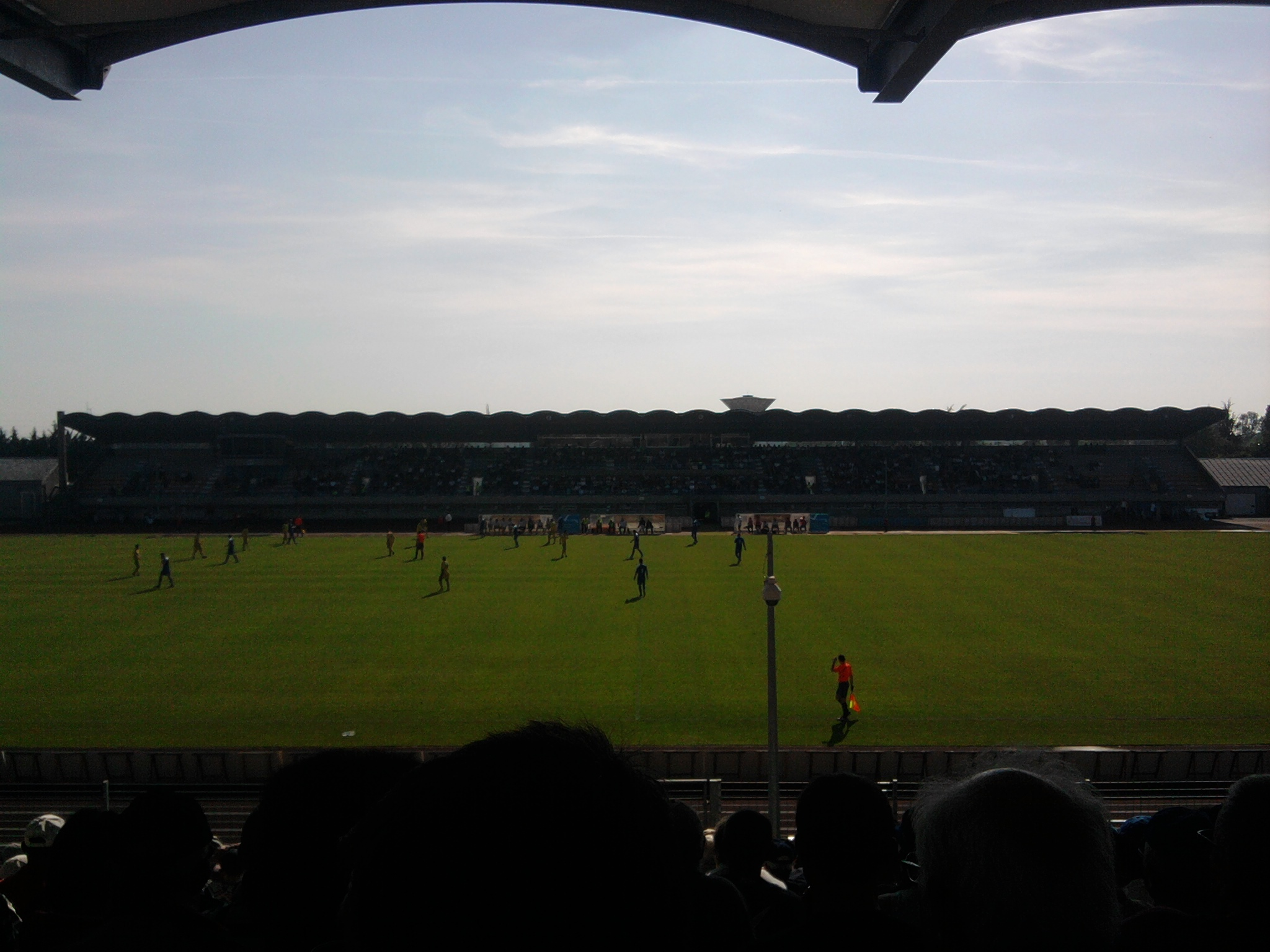
Tribune d'Honneur
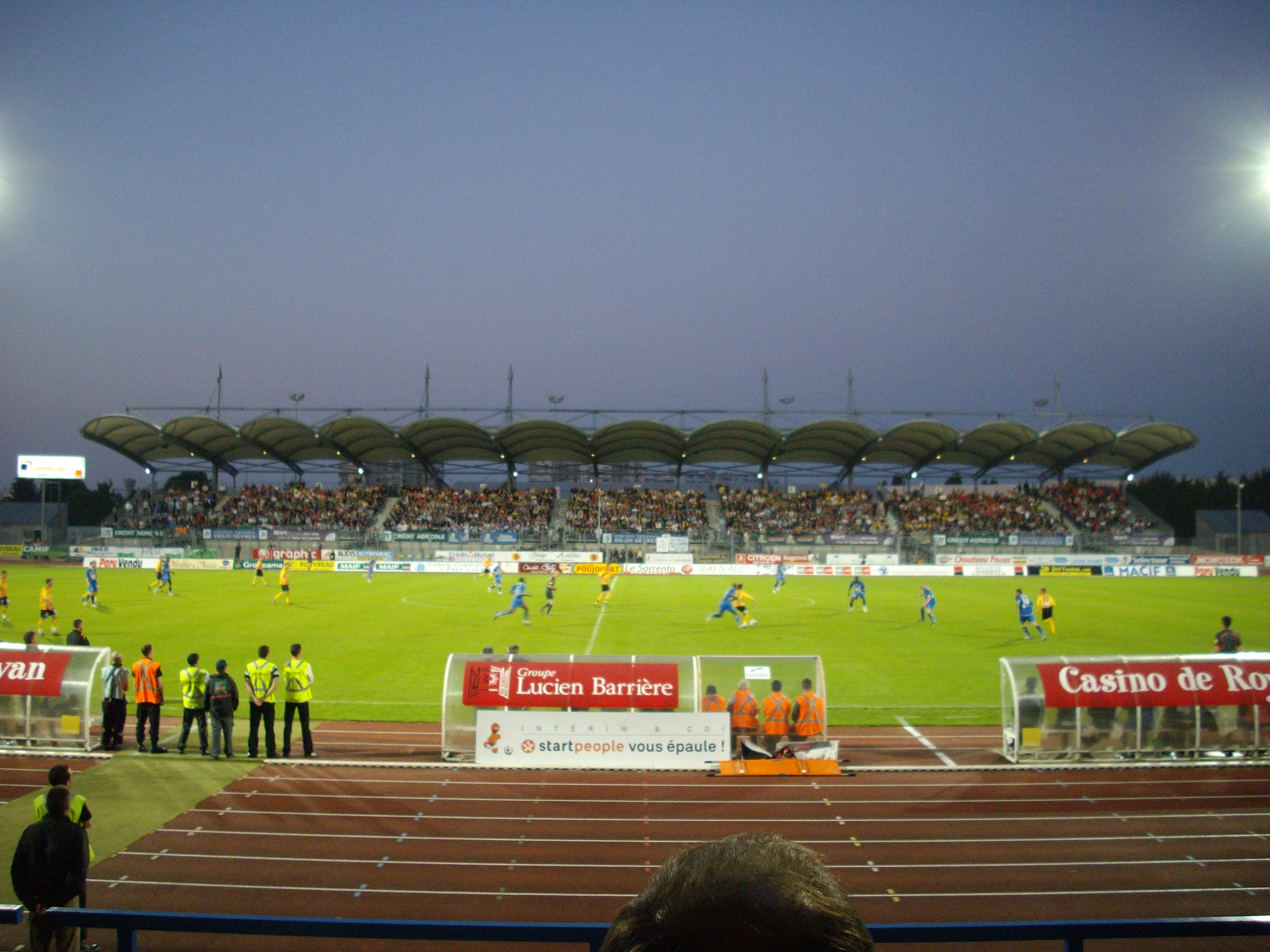
Tribune Pesages
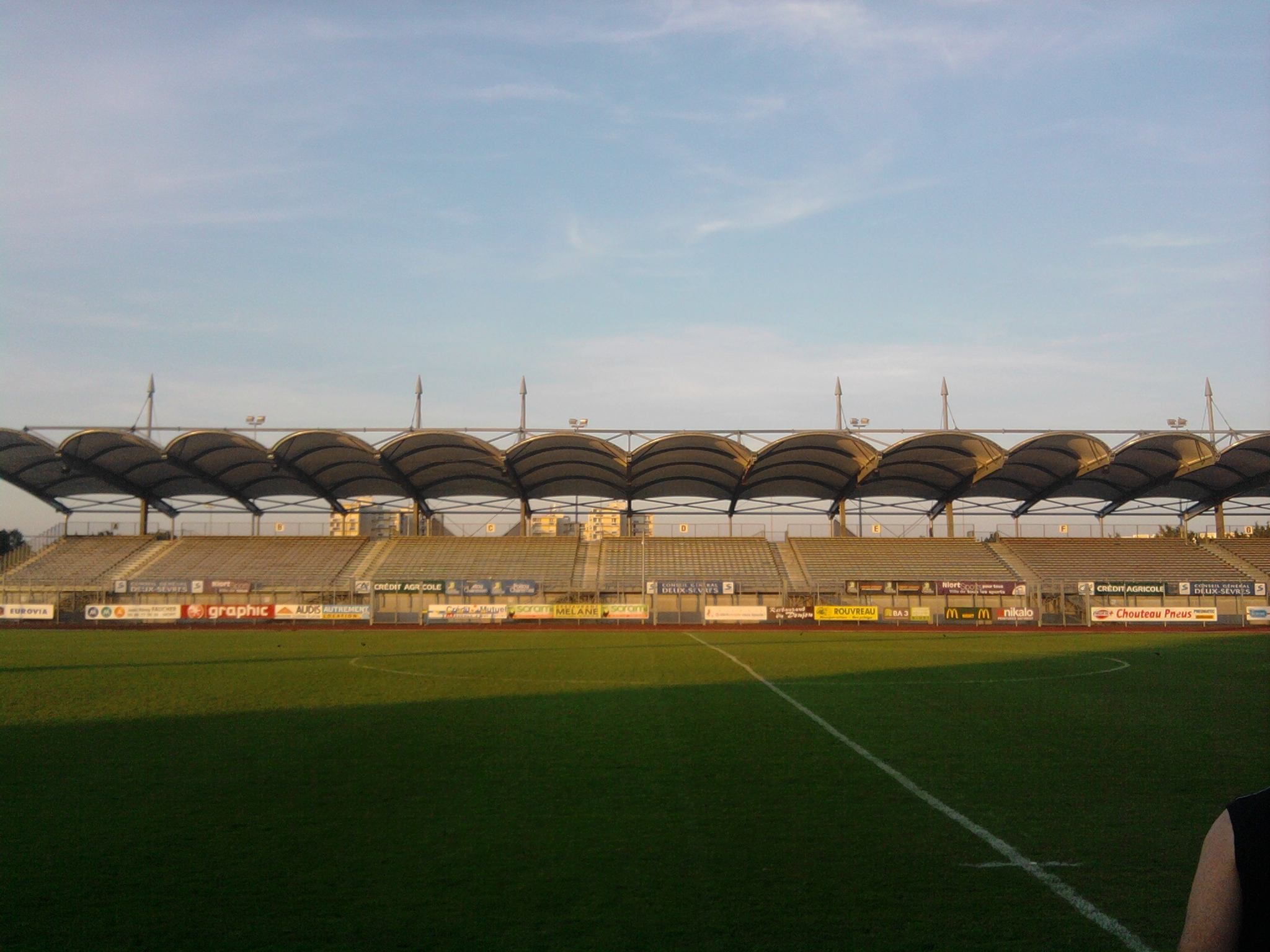
Tribune Pesages
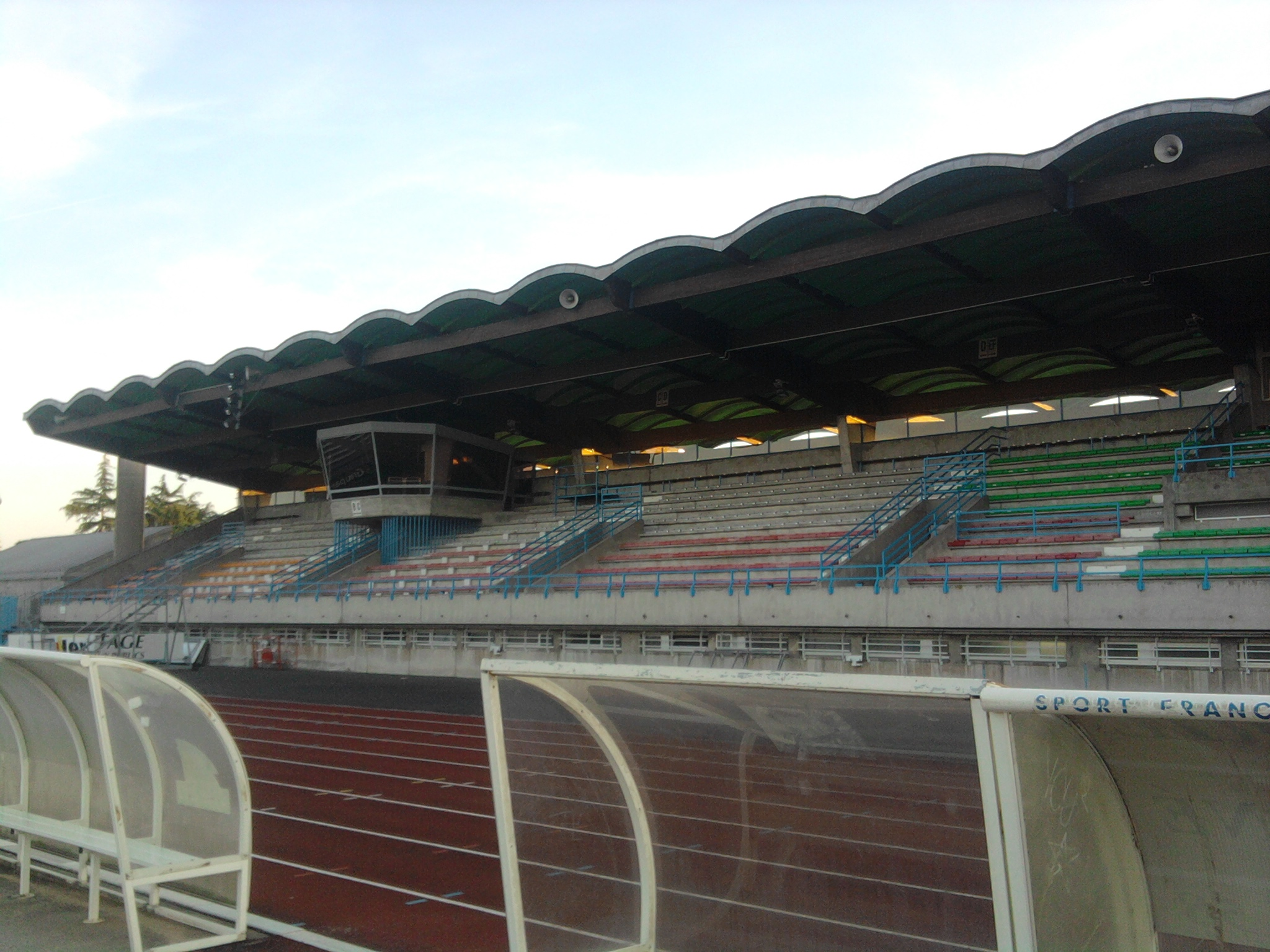
Tribune d'Honneur
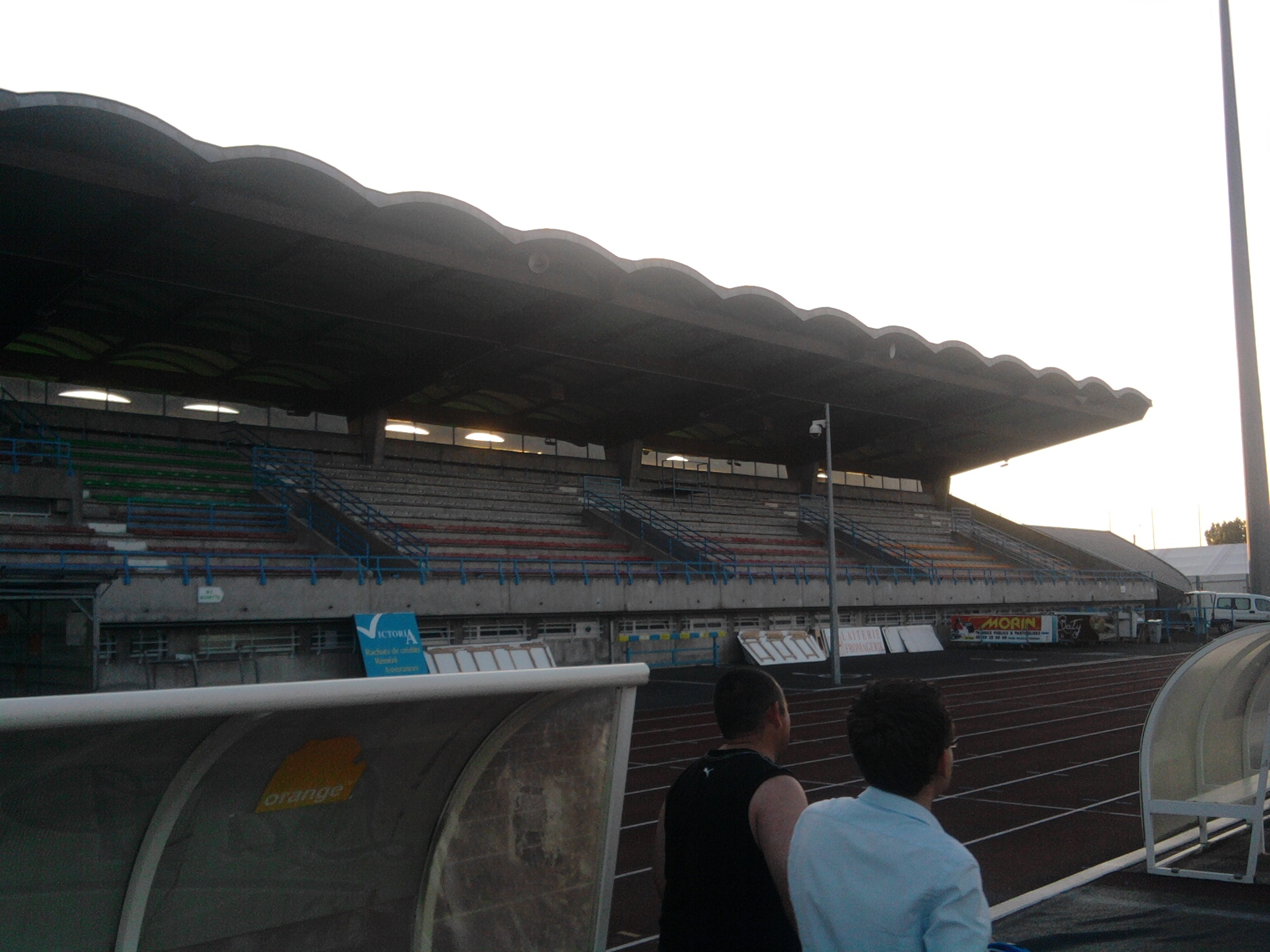
Tribune d'Honneur
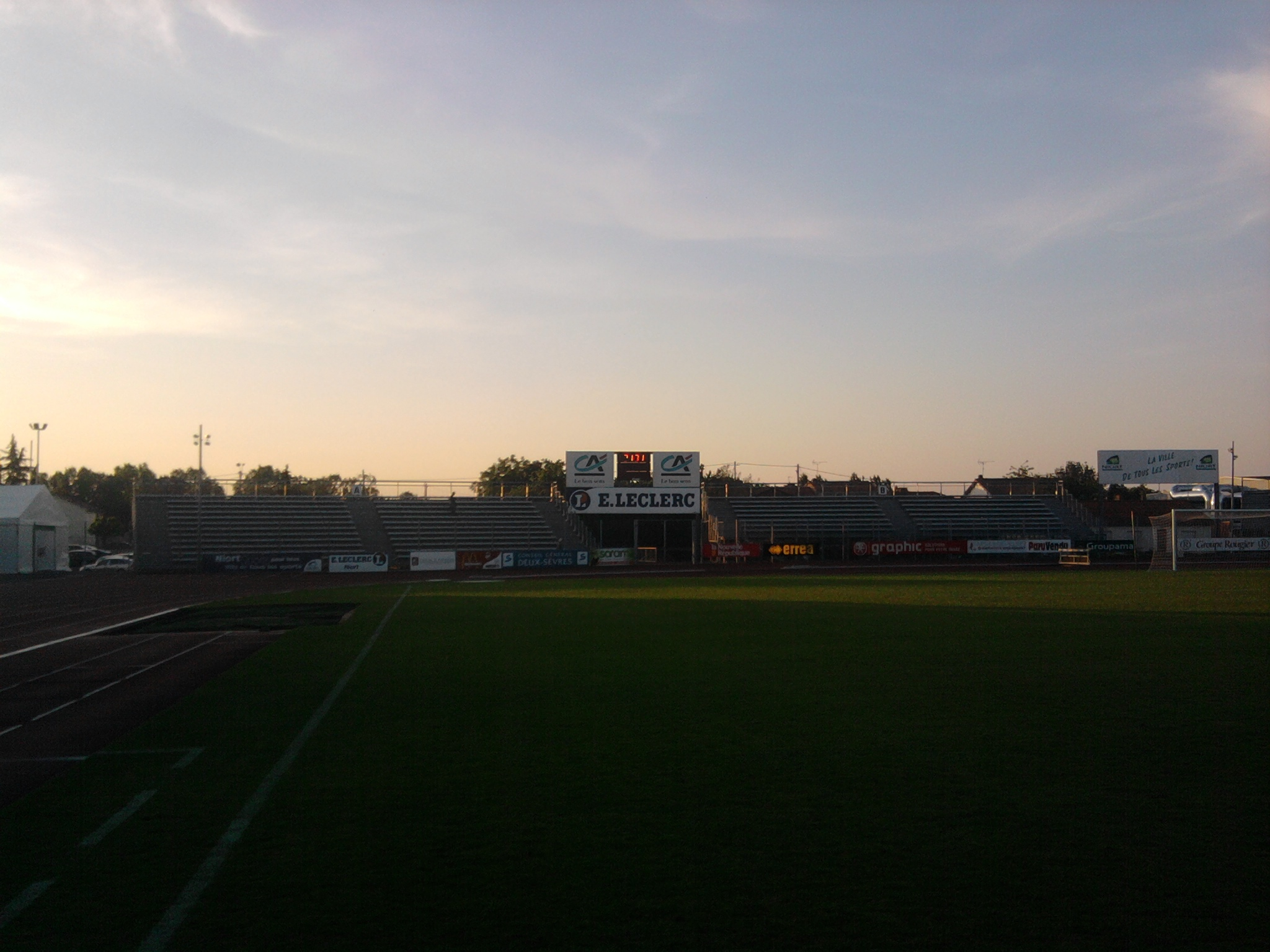
Tribune Populaire Nord
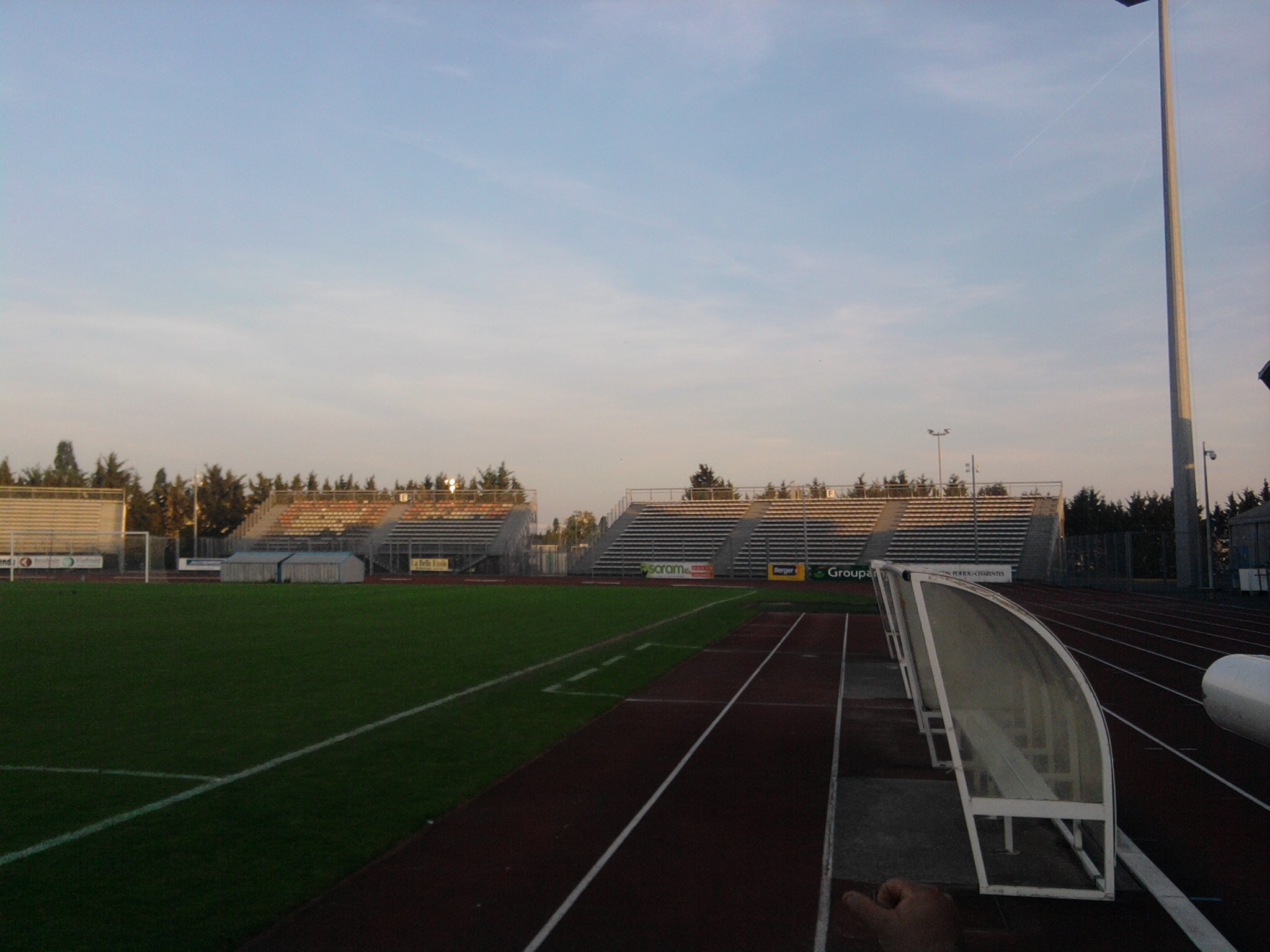
Tribune Populaire Sud